# Alumbrados

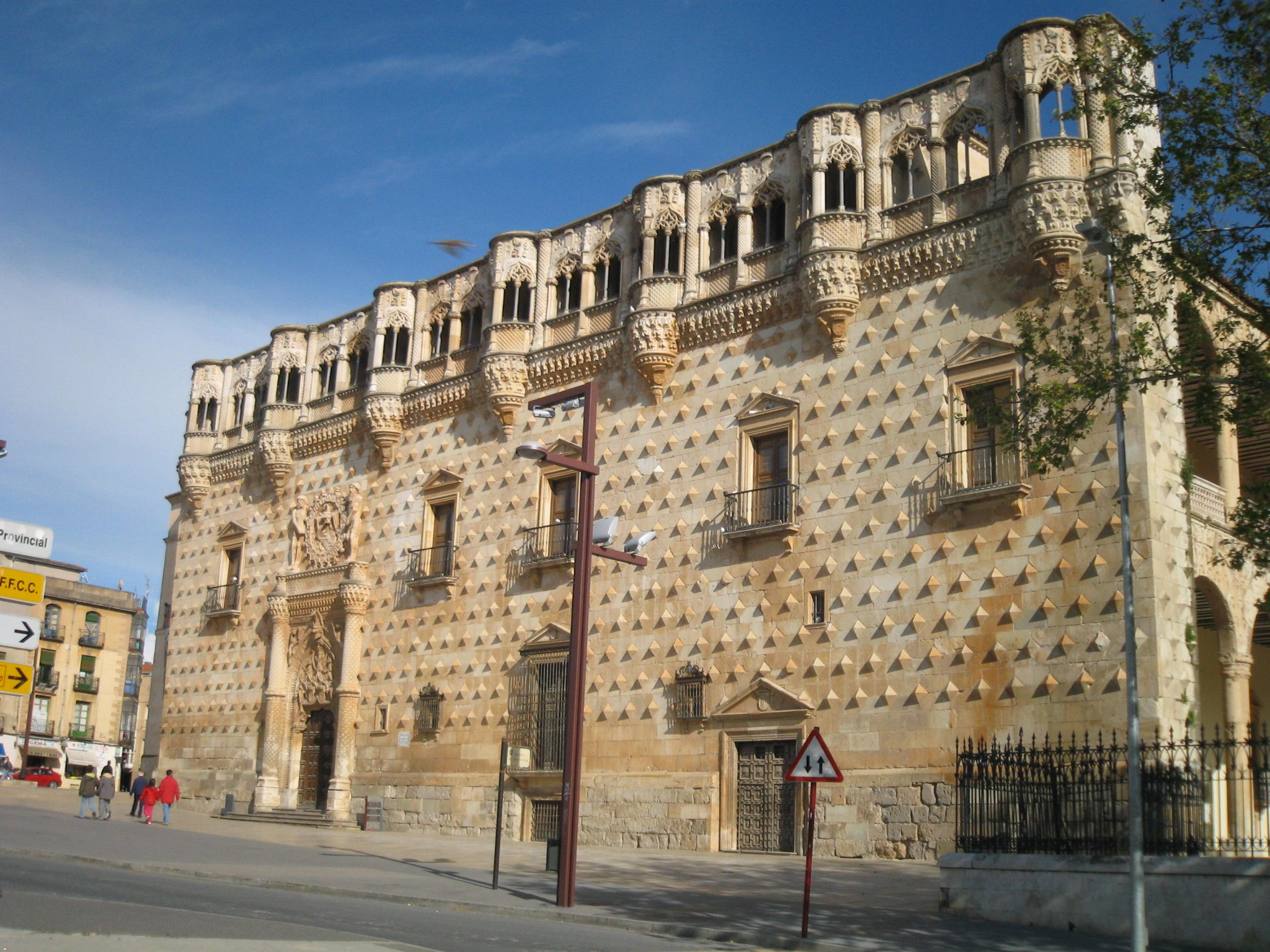
Palacio del Infantado, en Guadalajara, donde se reunía un grupo de alumbrados que estaban bajo la protección del duque del Infantado.

Los alumbrados fueron quienes formaron parte de un movimiento religioso del siglo XVI, en forma de secta mística, que fue perseguido por considerarse herética y relacionada con el protestantismo. Tuvo su origen en pequeñas ciudades del centro de la Corona de Castilla alrededor de 1511, si bien adquirió carta de naturaleza a partir del Edicto de Toledo de 1525, promulgado por el inquisidor general, el erasmista Alonso Manrique.
Los alumbrados pueden englobarse dentro de una corriente mística similar desarrollada en Europa en los siglos XVI y XVII, denominada iluminismo, que no debe confundirse con la secta de los iluministas bávaros (o illuminati) ni, evidentemente, tampoco con la Ilustración. Es muy habitual utilizar el nombre de iluminista como sinónimo de alumbrado. También se utilizó en la época el nombre de dejado.

## Historia
Los franciscanos abogaban por un método místico llamado "recogimiento" –la unión del alma con Dios- y los que lo practicaban, "recogidos". Su versión más radical, que fue condenada por los propios franciscanos, resaltaba la unión pasiva del alma con Dios, método que era conocido con el nombre de "dejamiento" y a sus seguidores, como "dejados" o "alumbrados". Algunos nobles protegieron a estos grupos que buscaban una religión interior más auténtica. Destacaron el que estuvo bajo el mecenazgo del duque del Infantado en su palacio de Guadalajara y el de Escalona, protegido por el marqués de Villena.
Según Joseph Pérez, los alumbrados o iluministas "preconizan un abandono sin control a la inspiración divina y una interpretación libre de los textos evangélicos. Afirmaban que actuaban movidos únicamente por el amor de Dios y que de él procede su inspiración; carecen de voluntad propia: es Dios el que dicta su conducta; de ello se sigue que no pueden pecar. Los alumbrados rechazan la autoridad de la Iglesia, su jerarquía y sus dogmas, así como las formas de piedad tradicional que consideran ataduras: prácticas religiosas (devociones, obras de misericordia y de caridad), sacramentos…".
Los alumbrados se reunían en conventículos en pequeñas localidades del centro de Castilla, como Pastrana o Escalona, leían e interpretaban personalmente la Biblia y preferían la oración mental a la vocal, como hicieron posteriormente los quietistas. Los alumbrados creían en el contacto directo con Dios a través del Espíritu Santo mediante visiones y experiencias místicas. Por eso algunos místicos como Teresa de Ávila fueron acusados inicialmente de pertenecer a los alumbrados.[cita requerida]
Pedro Ruiz de Alcaraz, Isabel de la Cruz y Gaspar Bedoya formaron el núcleo de Escalona de 1511, que algunos han considerado como un precedente del pensamiento de Juan de Valdés, al proclamar el “amor de Dios” no como idea mística, sino como certeza absoluta de que Dios guía a la mente humana para poder leer la Escrituras con entera libertad.
La Inquisición sospechó que había elementos heréticos en la doctrina de los alumbrados e inició una investigación que llevó a la detención de sus principales cabecillas –la beata Isabel de la Cruz y Pedro Ruiz de Alcaraz, del grupo de Guadalajara, fueron encarcelados en abril de 1524 y sentenciados en un auto de fe de julio de 1529- y a la promulgación por el inquisidor general, el erasmista Alonso Manrique, de un "edicto sobre alumbrados" en septiembre de 1525, que incluía una lista de 48 proposiciones consideradas heréticas. En 1529 fue detenida la beata Francisca Hernández, que había formado el conventículo de Valladolid, y poco después uno de sus principales seguidores, el predicador franciscano Francisco de Ortiz. La beata incriminó a partidarios suyos acusándolos de "luteranos". Este fue el caso de Bernardino Tovar, hermano del erasmista Juan de Vergara, y de María de Cazalla, quien fue torturada bajo la acusación de luteranismo y de iluminismo. Otro de los denunciados por la beata Francisca Hernández por "luteranismo" fue el impresor de la Universidad de Alcalá, Miguel de Eguía, pero fue absuelto en 1533 tras pasar más de dos años en la cárcel de la Inquisición en Valladolid, y Juan del Castillo. En su defensa, María de Cazalla alegó que en Guadalajara alumbrada se aplicaba a toda persona recogida y devota.
En este fragmento de la acusación inquisitorial contra el grupo de Escalona se les compara con otras herejías medievales, como los husitas, y se manifiestan sus doctrinas:

se resucitan eregias porque aquel ynterior dexamiento aquella suspensión occiosa de pensamiento aquel no hazer mas de dexarse a que Dios obre y no ellos error fue de Ioannes hus y de Ioannes flirseso por Leuterio seguido que niegan el libre alvedrio para obrar puniendo la perfeezion en padezer y aquella perfeczion falsa que dogmatizan... de los bigardos y biguinos emano pues propone con ellos que los perfectos no son obligados a ayunar, a orar, ni a humana obediencia subjetos, ni a preceptos de yglesia obligados porque ubi pus dñi ibi libertas (ubi opus domini ibi libertas) y a la adoración y herimiento de pechos que niegan   claro es se de los mismos y si el zelo del santo officio no lo ataja es cierto llegara a yntroducir la
abominable caridad que almerico y fray alonso de meya dogmatizaron. Lo tercero es sy bien es el cevo del anzuelo en los hereticos mayor cevo es el mayor bien todos los ereges antepasados pretendían la evangelica verdad o bondad y esto el que mas lo pretendía el Leuterio perfido que pretende evangelica libertad...

El informe del prior de los dominicos de Lucena a la Inquisición de Córdoba, en 1585, recoge la pretensión de los alumbrados de comulgar sin confesar, porque creían que gente justificada y confirmada en el bien no pueden ya pecar
Hernando Álvarez y Cristóbal Chamizo fueron clérigos de Llerena acusados de extender por Extremadura, a finales del XVI y a principios del XVII, unas extravagantes prácticas y opiniones teológicas que se consideraron equivalentes a las de los alumbrados por la Inquisición:

Al menosprecio de los preceptos divinos y a la profanación de los lugares más sagrados, unían una disolución carnal inconcebible, y las penitencias que en el confesionario propinaban, eran ayuntamientos sexuales de las confesadas con ellos mismos, enseñándoles que el Mesías había de nacer del comercio de una doncella con alguno de los confesores alumbrados.

## Casos posteriores
Un caso similar sucedió entre finales del siglo XVII y principios del XVITI en Tenerife (Islas Canarias). Se trata de sor María Justa de Jesús, monja franciscana acusada de practicar doctrinas molinistas (doctrina religiosa cristiana que intenta reconciliar la providencia de Dios con el libre albedrío humano). Esta religiosa fue famosa en su época porque presuntamente era capaz de sanar enfermos traspasando a su persona los males y enfermedades que les aquejaban, de manera similar a los chamanes en otras culturas. Fue investigada por la Santa Inquisición según los legajos de la época, siendo acusada de farsante e incluso de bruja. También se la acusó de mantener una relación inapropiada con su confesor. Sin embargo, tuvo muchos defensores, y la Orden Franciscana en Canarias le abrió un proceso de canonización envuelto en la polémica que tuvo que ser paralizado.

### Monografías
- Castro, A., Las noches oscuras de María de Cazalla. Mujer, herejía y gobierno en el siglo XVI, La Linterna Sorda, Madrid, 2011. ISBN 9788493656294
- Márquez, A. Los alumbrados: orígenes y filosofía (1525-1559), Taurus, 1980. ISBN 9788430635047
- Huerga, A. Historia de los alumbrados (1570-1630), Fundación Universitaria Española, Madrid, 1978. ISBN 8473920449
- Martín, A., Implicaciones señoriales del alumbradismo castellano en torno a 1525 (En Homenaje al profesor Antonio Vilanova, vol. 1, Estudios de Literatura española, pp. 13-30, 1989). ISBN 8476654820
- Llorca, B., La Inquisición española y los alumbrados (1509-1667), Universidad Pontificia de Salamanca, 1980. ISBN 9788472990715
- García Cárcel, R., Herejía y sociedad en el siglo XVI. Inquisición en Valencia. 1530-1609, Ediciones Península, 1980. ISBN 8429715525
- Bataillon, M., Erasmo y España, Fondo de Cultura Económica, col. «Historia», trad. Antonio Alatorre, 923 pp., 1950. ISBN 9681610695
- (en inglés) Kamen, H., Inquisition and Society in Spain in the Sixteenth and Seventeenth Centuries, Indiana University Press, 1985. ISBN 9780253227751
- (en inglés) Kamen, H., Spain, 1469-1714 : A Society of Conflict, Pearson Education, 2005, p.121-122. ISBN 9780582784642
- Kamen, Henry (2011) [1999]. La Inquisición Española. Una revisión histórica (3ª edición). Barcelona: Crítica. ISBN 978-84-9892-198-4.
- Pérez, Joseph (2012) [2009]. Breve Historia de la Inquisición en España. Barcelona: Crítica. ISBN 978-84-08-00695-4.

### Artículos
- Anónimo, "Las Hipolitinas de Málaga" .
- Martín, A. Los alumbrados de Toledo en el Cuarto Abecedario Espiritual, o Ley de Amor, de Francisco de Osuna (1530), Archivo Ibero-Americano, vol. 41, n° 163-164, pp. 459-480, 1981.
- Martín, A. Los alumbrados de Toledo según el proceso de María de Cazalla (1532-1534), Cuadernos de Investigación Histórica, n.º 8, pp. 65-82, 1984. ISSN 0210-6272
- Martín, A. En torno al estatuto de la mujer en España en la crisis religiosa del Renacimiento: observantes, beatas, alumbradas, Norba Revista de historia, nº10, pp. 155-172, 1989‑1990. ISSN 0213-375X
- Fernández Martín, L., Íñigo de Loyola y los alumbrados, Hispania Sacra, n°35, 1983.
- Selke, A., Algunos datos nuevas sobre los primeros alumbrados. El edicto de 1525 y su relación con el proceso de Alcaraz, Bulletin hispanique, IV, 1952.
- Foley, A. E., El alumbradismo y sus posibles orígenes, Actas del VIII Congreso de la Asociación Internacional de Hispanistas, vol. 1, pp. 527-532, 1983. ISBN 8470901621
- (en inglés) Hamilton, A., Heresy and Mysticism in Sixteenth-Century Spain: The Alumbrados, James Clarke Company, 1992.
- (en inglés) Weber, A., Little Women : Counter-Reformation Misogyny, in The Counter-Reformation, de David Martin Luebke, pp. 148-152.

- Datos: Q447399